# ایکه داکویتس
ایکه داکویتس (انگلیسی: Eike Duckwitz؛ زادهٔ ۲۹ مهٔ ۱۹۸۰) بازیکن هاکی روی چمن اهل آلمان است.